# Belmonte in Sabina
Belmonte in Sabina (Bermòntë in dialetto locale) è un comune italiano di 637 abitanti della provincia di Rieti nel Lazio.

## Geografia fisica

### Territorio
Belmonte in Sabina sorge a 756 metri di altezza sul livello del mare, su un costone dei monti Sabini.

### Clima
Classificazione climatica: zona E, 2741 GR/G

## Storia

### Eta' arcaica
A Belmonte in Sabina sorgeva Palatium, antica città degli Aborigeni, riportata da Dionigi di Alicarnasso appena 4,5 km a sud di Rieti, lungo la Via Quinzia, corrispondente al tratto della Salaria compreso tra il capoluogo reatino e Passo Corese. La città di Palatium era compresa tra Reate e Trebula mutuesca, oggi nel comune di Monteleone Sabino, ed è stata recentemente localizzata.
In località Grotte Zoccani (presso la frazione di Seconde Ville) è venuto alla luce un insediamento in grotta di epoca pre-protostorica, con reperti pertinenti ad una lunga frequentazione del sito tra l’Eneolitico e l’età del Bronzo.
In località Guardiola, presso la Valle del Turano, era presente un antico luogo di culto, con tanto di menhir (oggi rotolato a valle).

### Epoca romana
La località continuò ad essere frequentata anche in epoca romana.

### Medioevo
Le origini del borgo sono medievali, anche se i documenti disponibili non consentono di fissarne la data certa. I primi che citano un castrum Belmontis risalgono agli inizi del XIV secolo, quando un centro fortificato era già sicuramente costituito. Si trattava comunque di una piccola comunità che, sulla scorta del consumo del sale, si stima di sole 250 anime.
Nato come rocca di difesa, Belmonte appartenne alla Chiesa e divenne feudo di varie famiglie. Dai feudatari iniziali, i Brancaleoni, passò ai Cesarini. Di questa casata fu Gabriele a governare nei momenti più critici: fu lui a ricostruire un feudo unitario, se così può dirsi, con l’acquisto di varie porzioni alienate ad altre famiglie. Con il suo atteggiamento autoritario provocò nel 1483 la ribellione dei massari locali, che chiesero l’aiuto di Rieti. L’assedio che ne derivò fu respinto, se è vero che nel 1501 Gabriele Cesarini otteneva addirittura la protezione di papa Borgia, Alessandro VI.

### Rinascimento
Nel XVII secolo il feudo veniva venduto insieme a Rocca Sinibalda ai fratelli Ciriaco e Asdrubale Mattei. Dai Mattei, insieme ad Antuni e a Rocca Sinibalda, passò ai Lante della Rovere. Nel 1681 Belmonte fu eletto a marchesato da Innocenzo XI e infine venne acquistato e infeudato con chirografo di papa Pio VI del 1781 al Marchese Amanzio Lepri insieme al feudo di Rocca Sinibalda.

### Epoca contemporanea
Un periodo di grande crescita il paese lo registrò tra la fine dell’Ottocento e i primi del Novecento, quando raggiunse il massimo storico della sua popolazione, con 1 250 abitanti circa. Una crescita che presto fu “compensata” dall’emigrazione, che ebbe il suo punto più alto nel periodo 1951-81, quando la popolazione si dimezzò.

### Simboli
Lo stemma e il gonfalone sono stati concessi con DPR del 19 luglio 1999.
Stemma
Gonfalone

## Monumenti e luoghi d'interesse
Da un punto di vista artistico, nel paese è interessante la Parrocchiale di San Salvatore, che custodisce nell’abside un affresco raffigurante San Giovanni Battista, ascrivibile al primo Cinquecento, ed una copia di ottima qualità del San Michele Arcangelo di Guido Reni (la copia fu ordinata a spese dei fedeli nel XVIII secolo). Apparteneva alla parrocchiale anche una bellissima croce astile creata da un orafo abruzzese del Cinquecento che ora, però, si trova a Rieti.
Non lontano da Belmonte, in località Terze Ville, è presente un muraglione in opera poligonale di III - IV maniera, lungo circa 20 metri ed alto 4, databile tra la fine del II e gli inizi del I secolo a.C. Queste mura dovevano sostenere un terrazzamento soprastante a destinazione agricola oppure abitativa. Queste strutture in opera poligonale attestano una continuità di vita del sito ancora in età repubblicana, confermando l’espressione di Dionigi che riporta Palatium “abitata dai Romani fino ai miei giorni”.
La vicina chiesetta di Sant’Elena venne eretta al di sopra di un precedente tempietto romano, di cui si conservano sul posto alcuni elementi architettonici in marmo.

## Società

### Evoluzione demografica
Abitanti censiti

### Etnie e minoranze straniere
Secondo i dati ISTAT al 31 dicembre 2015 la popolazione straniera residente era di 28 persone (4,40%).

## Economia
Di seguito la tabella storica elaborata dall'Istat a tema Unità locali, intesa come numero di imprese attive, ed addetti, intesi come numero addetti delle unità locali delle imprese attive (valori medi annui).
|                    | 2015                  |                              |                            |                |                       |                     | 2014                  |                | 2013                  |                |
| ------------------ | --------------------- | ---------------------------- | -------------------------- | -------------- | --------------------- | ------------------- | --------------------- | -------------- | --------------------- | -------------- |
|                    | Numero imprese attive | % Provinciale Imprese attive | % Regionale Imprese attive | Numero addetti | % Provinciale Addetti | % Regionale Addetti | Numero imprese attive | Numero addetti | Numero imprese attive | Numero addetti |
| Belmonte in Sabina | 35                    | 0,36%                        | 0,01%                      | 53             | 0,23%                 | 0,003%              | 34                    | 49             | 39                    | 49             |
| Rieti              | 9.765                 |                              | 2,14%                      | 22.908         |                       | 1,49%               | 10.044                | 23.834         | 10.407                | 25.272         |
| Lazio              | 455.591               |                              |                            | 1.539.359      |                       |                     | 457.686               | 1.510.459      | 464.094               | 1.525.471      |

Nel 2015 le 35 imprese operanti nel territorio comunale, che rappresentavano lo 0,36% del totale provinciale (9.765 imprese attive), hanno occupato 53 addetti, lo 0,23% del dato provinciale (22.908 addetti); in media, ogni impresa nel 2015 ha occupato una persona (1,51).

## Infrastrutture e trasporti

### Strade
A valle del paese, circa due chilometri a sud di esso, scorre la strada provinciale n. 34 "Turanense", che collega Belmonte da un lato alla Salaria, e dall'altro al lago del Turano, di origine artificiale.
Belmonte è collegato alla Turanense da una breve diramazione, la provinciale 34/a di Belmonte. Tale strada continua anche oltre il paese, in direzione nord, con il nome di "Via Ville"; la strada termina sulla Salaria, in località Maglianello Basso, e rappresenta la via più diretta per il capoluogo Rieti sebbene sia molto stretta.
La strada statale 4 Via Salaria è l'arteria di maggiore importanza, che collega il comune a Roma e al capoluogo Rieti, nonché alle città di L'Aquila e Ascoli Piceno.

### Ferrovie
Belmonte non è servito da alcuna linea ferroviaria. Il paese avrebbe dovuto essere collegato dalla ferrovia Salaria (Roma-Rieti-Ascoli Piceno-San Benedetto del Tronto), che fu più volte progettata sin dalla fine dell'Ottocento, ma mai realizzata.

## Amministrazione
Nel 1923, Belmonte in Sabina passò dalla provincia di Perugia in Umbria, alla provincia di Roma nel Lazio.
Nel 1927, a seguito del riordino delle circoscrizioni provinciali stabilito dal regio decreto n. 1 del 2 gennaio 1927, per volontà del governo fascista, quando venne istituita la provincia di Rieti, Belmonte in Sabina passò dalla provincia di Roma a quella di Rieti.
| Periodo | Periodo   | Primo Cittadino   | Partito                           | Carica  | Note                              |
| ------- | --------- | ----------------- | --------------------------------- | ------- | --------------------------------- |
| 1995    | 1999      | Enzo Antonacci    | lista civica                      | Sindaco |                                   |
| 1999    | 2004      | Enzo Antonacci    | lista civica                      | Sindaco |                                   |
| 2004    | 2009      | Maria Castellani  | lista civica                      | Sindaco |                                   |
| 2009    | 2013      | Maria Castellani  | lista civica                      | Sindaco | Dimessa durante il suo 2º mandato |
| 2013    | 2018      | Danilo Imperatori | lista civica insieme per Belmonte | Sindaco |                                   |
| 2018    | 2023      | Danilo Imperatori | lista civica insieme per Belmonte | Sindaco | 2º mandato                        |
| 2023    | in carica | Danilo Imperatori | lista civica insieme per Belmonte | Sindaco | 3º mandato                        |

### Gemellaggi
- Montereale